# 布尔纳泽勒 (塔恩省)
布尔纳泽勒（法語：Bournazel，法語發音：[buʁnazɛl]）是法国奥克西塔尼大区塔恩省的一个市镇，属于阿尔比区。

## 地理
布尔纳泽勒（44°5'31"N, 1°58'6"E）面积7.41 平方千米，位于法国奧克西塔尼大區塔恩省，该省份为法国南部内陆省份，北起顺时针与阿韦龙省、埃罗省、奥德省、上加龙省和塔恩-加龙省接壤。
与布尔纳泽勒接壤的市镇（或旧市镇、城区）包括：科尔德叙谢勒、拉卡佩勒塞加拉尔、穆齐耶伊帕南、圣马塞尔-康普、圣马丹拉盖皮。

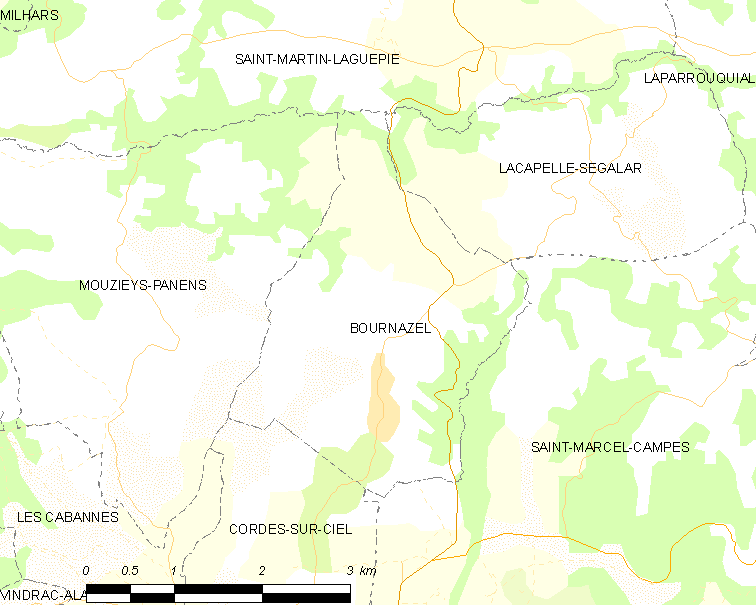
的OSM定位图

布尔纳泽勒的时区为UTC+01:00、UTC+02:00（夏令时）。

## 行政
布尔纳泽勒的邮政编码为81170，INSEE市镇编码为81035。

## 政治
布尔纳泽勒所属的省级选区为卡尔莫第二县。

## 人口

1962-2008年间人口变化图示

布尔纳泽勒于2022年1月1日时的人口数量为237人。